# Edson Tavares
Edson Tavares (ur. 10 czerwca 1956 w Rio de Janeiro) – brazylijski trener piłkarski.

## Kariera trenerska
Po zakończeniu piłkarskiej kariery pracował jako trener w Fribourg, Stade Soussien, Jordania, Al-Ramtha, Porto Alegre, Signal Bernex, Chile, Al-Hilal, Al-Salmiya, Wietnam, Khaitan, Guangzhou Matsunichi, Sichuan Guancheng, Shenzhen Ruby, Guangzhou Evergrande, Chongqing Lifan, Americano, Sepahan Isfahan, Oman, Vissai Ninh Bình, Al-Orouba, Haiti i Yokohama FC.